# Липатов, Леонид Петрович
Леонид Петрович Липатов (1915—1992) — советский строитель, начальник Главзападуралстроя, Герой Социалистического Труда (1974).

## Биография
Родился 29 марта 1915 года в поселке Надеждинск Российской империи, ныне город Серов Свердловской области, в семье служащих.
Окончил 7 классов школы, школу ФЗУ и рабфак (в 1933 году). Затем учился в Уральском индустриальном институте им. С. М. Кирова на строительном факультета, который окончил в 1939 году. По распределению был направлен на работу в Краснокамскую строительную контору треста «Севуралтяжстрой» Молотовской области (ныне — Пермский край). Когда в 1940 году контору передали в ведение Пермского строительно-монтажного треста № 6/29, Липатов работал в должностях начальника участка, главного инженера и начальника строительного управления.
Был репрессирован — 1 января 1941 года арестован по ложному доносу, обвинялся в участии в антисоветской деятельности. В мае 1941 года приговорен к 10 годам лишения свободы. Наказание отбывал Пермской колонии № 1, затем — в Кунгурской колонии. В мае 1942 года коллегия Верховного суда СССР отменила приговор, и в октябре 1942 года Липатов был освобождён из-под стражи, вернувшись в город Краснокамск. Продолжил работать в тресте № 6/29, где проработал 20 лет. В 1952 году был назначен на должность главного инженера треста. В 1959 году стал главным инженером Управления строительства Пермского совнархоза. В связи с упразднением совнархозов, Управления строительства были переданы в состав Министерства строительства РСФСР. В апреле 1963 года Л. П. Липатов был назначен заместителем начальника Главного территориального управления по строительству в Западноуральском экономическом районе (Главзападуралстрой). В 1965 году Главзападуралстрой был передан в ведение Министерства промышленного строительства СССР, а Липатов был назначен первым заместителем начальника Главзападуралстроя. В декабре 1967 года стал начальником Главзападуралстроя, который в начале 1980-х годов представлял собой крупный подрядный строительный комплекс СССР. Работал на посту руководителя Главзападуралстроя до выхода на пенсию 13 июля 1982 года.
Кроме производственной, также занимался общественной деятельностью. Будучи членом КПСС с марта 1964 года, являлся делегатом XXIV, XXV и XXVI съездов партии. С 1968 по 1982 год избирался членом обкома и членом бюро Пермского обкома КПСС. Был депутатом Верховного Совета СССР 8-го и 9-го созывов (1970—1979).
Находясь на пенсии, жил в Перми, где умер 31 декабря 1992 года. Был похоронен на Южном кладбище города. Рядом с ним похоронена его жена — Липатова Маргарита Александровна (1922—2003).
Имя Липатова с 1993 года носит улица в микрорайоне Закамск Кировского района города Перми (бывшая Нахичеванская). Мемориальные доски, увековечивающие его память, установлены на домах № 75 по улице Кировоградской и № 48 по улице Швецова.

## Награды
- Указом Президиума Верховного Совета СССР от 12 апреля 1974 года за выдающиеся производственные успехи и большой вклад в досрочное завершение строительства первой очереди Третьего Березниковского калийного комбината и Южного горно-обогатительного комплекса Соликамского рудоуправления Липатову Леониду Петровичу присвоено звание Героя Социалистического Труда с вручением ордена Ленина и золотой медали «Серп и Молот».[6]
- Также был награждён ещё одним орденом Ленина (25.08.1971), тремя орденами Трудового Красного Знамени (09.08.1958, 11.08.1966, 27.06.1980) и медалями.
- Заслуженный строитель РСФСР (1965).
- «Почётный гражданин города Перми» (08.07.1982).